# Samaris costae
Samaris costae is een straalvinnige vissensoort uit de familie van schollen (Samaridae). De wetenschappelijke naam van de soort is voor het eerst geldig gepubliceerd in 1989 door Quéro, Hensley & Maugé.